# 1968年グルノーブルオリンピックのノルウェー選手団
1968年グルノーブルオリンピックのノルウェー選手団（1968ねんグルノーブルオリンピックのノルウェーせんしゅだん）は、1968年2月6日から2月18日まで、フランスのグルノーブルで開催された1968年グルノーブルオリンピックのノルウェー選手団、およびその競技結果。

## 概要
今大会では、金メダル6個、銀メダル6個、銅メダル2個の合計14個のメダルを獲得した。

## メダル
| メダル | 選手名                                                                                    | 競技                   | 種目              |
| ------ | ----------------------------------------------------------------------------------------- | ---------------------- | ----------------- |
| 金     | ハラルド・グルンニンゲン                                                                  | クロスカントリースキー | 男子15km          |
| 金     | オーレ・エレフゼーター                                                                    | クロスカントリースキー | 男子50km          |
| 金     | オッド・マルティンセン ポール・ティルダム ハラルド・グルンニンゲン オーレ・エレフゼーター | クロスカントリースキー | 男子4×10kmリレー  |
| 金     | インゲル・アフレス バッベン・エンゲル＝デイモン ベリト・メルドレ                          | クロスカントリースキー | 女子3×5kmリレー   |
| 金     | フレッド・アントン・マイエル                                                              | スピードスケート       | 男子5000m         |
| 金     | マグナル・ソルベルク                                                                      | バイアスロン           | 男子20km          |
| 銀     | オッド・マルティンセン                                                                    | クロスカントリースキー | 男子30km          |
| 銀     | ベリト・メルドレ                                                                          | クロスカントリースキー | 女子10km          |
| 銀     | マグネ・トーマッセン                                                                      | スピードスケート       | 男子500m          |
| 銀     | イバール・エリクセン                                                                      | スピードスケート       | 男子1500m         |
| 銀     | フレッド・アントン・マイエル                                                              | スピードスケート       | 男子10,000m       |
| 銀     | オーラ・ヴァールハウク オーラヴ・ヨールデート マグナル・ソルベルク ヨン・イスタート       | バイアスロン           | 男子4×7.5kmリレー |
| 銅     | インゲル・アフレス                                                                        | クロスカントリースキー | 女子10km          |
| 銅     | ラーシュ・グリニ                                                                          | スキージャンプ         | 男子90m級         |